# Sycettusa tenuis
Sycettusa tenuis är en svampdjursart som beskrevs av Borojevic och Klautau 2000. Sycettusa tenuis ingår i släktet Sycettusa och familjen Heteropiidae.
Artens utbredningsområde är havet kring Nya Kaledonien. Inga underarter finns listade i Catalogue of Life.